# 知識工学
知識工学（ちしきこうがく）は、エドワード・ファイゲンバウムによって提唱された学問。
人間の知識をコンピュータシステムに埋め込むことでより高い機能や保守性を実現するのが目的。基盤科学として認知科学がある。

## 概要
人工知能の応用に関する研究分野。人間のもつ経験的な知識を積極的に利用することにより，医療診断などの現実的な問題を解決する能力をもつ情報処理システムの実現を目指す。人間の知能そのものを電子的につくろうとする狭義の人工知能には含まれない。
語源は1977年の第5回人工知能国際会議 IJCAIにおけるアメリカ合衆国、スタンフォード大学のエドワード・A.ファイゲンバウムの特別講演に由来する。
知識工学の具体的な応用がエキスパートシステムやデータマイニングである。初期の人工知能の研究がゲームやパズルをコンピュータに解かせることから発展してきたのに対し，応用分野は 1970年代の初めから始まった医療診断や化学分析への人工知能の適用の試みを反映したものである。
その後、1980年代にいたってエキスパートシステムの開発が本格化し、その実用性が認識されてくるにしたがい、工学を指向する研究分野としての地位を確立してきた。
研究課題としては、人間の経験的な知識をいかに形式化するかという知識表現、蓄積された知識を利用するための推論処理、また，人間からどのように知識を引き出すかという知識獲得などがあげられる。
さらに、インターネットの普及やデータベース技術の発達に伴い、知識経営（ナレッジマネジメント）の一環として期待されており、知識ベースから表層的ではない事柄を探りあてて、売れ行き予測などに活用するデータマイニングが広く利用されるようになった。